# Confraternidad Latinoamericana de Iglesias Reformadas
La Confraternidad Latinoamericana de Iglesias Reformadas (CLIR) es un foro, formado en 1994, para la comunión y el ministerio conjunto entre Iglesias reformadas y Presbiterianas en América Latina.
CLIR es un foro regional, asociado con la Fraternidad Reformada Mundial más grande, cuyo objetivo principal es promover la cooperación mutua entre las denominaciones miembros.

## Historia
La Confraternidad Latinoamericana de Iglesias Reformadas (CLIR) fue fundada en 1994 para brindar un foro de comunión y ministerio conjunto entre las iglesias reformadas y presbiterianas. El Reverendo Bill Verde se ha desempeñado como Secretario Ejecutivo de CLIR desde 1997.
Desde sus inicios, CLIR ha crecido hasta incluir unas 12 denominaciones en muchos países latinoamericanos, así como instituciones teológicas y distribuidores de libros.
Como confraternidad, CLIR tiene como objetivo proporcionar formas en que los líderes de la iglesia puedan familiarizarse con otros cristianos reformados para abordar mutuamente el desafío de la evangelización en esta región del mundo. En las últimas décadas, la organización ha enfatizado que las iglesias que trabajan juntas tienen una mayor probabilidad de éxito en sus misiones en la región.

## Publicaciones
Un aspecto importante del trabajo de CLIR es la publicación. Durante más de ocho años, se ha publicado y distribuido en todo el continente una revista teológica que proporciona un análisis reformado de los problemas contemporáneos. Desde las primeras 300 revistas, este esfuerzo ha crecido a 5.000. Al mismo tiempo, CLIR comenzó a publicar material teológico y bíblico que acompaña nuestra visión de una cosmovisión y vida reformada. El número de libros publicados aumentó a 30 (2006) y CLIR está comenzando a tener un impacto en muchas áreas de América Latina.
A través de la revista teológica 21st Century Reformation, más de mil pastores y líderes están recibiendo un recurso práctico y contemporáneo para su ministerio. Esta publicación de vanguardia aborda los problemas cotidianos que enfrentan los líderes de la iglesia. Al mismo tiempo, ofrece un acercamiento histórico y confesional a las iglesias afectadas por el deseo de lo nuevo y lo sensacional. Las publicaciones pasaron de 300 a 5000 ejemplares.

## Misión
Uno de los objetivos de CLIR es fomentar el crecimiento de la iglesia, la plantación de nuevas iglesias y las misiones en el extranjero. A medida que las iglesias reformadas de América Latina se vuelven más conscientes de las condiciones de cada región, existe un sentido creciente de la necesidad de unir esfuerzos para llegar a áreas que aún no tienen testigos reformados. Las Asambleas Generales de CLIR, que reúnen a líderes de todo el continente, han sido uno de los principales medios por los cuales ha surgido una creciente camaradería.

## Base doctrinal
En términos generales, los miembros creen en CLIR:
1. Escritura originalmente dada por Dios, divinamente inspirada, infalible, infalible, totalmente confiable y como la autoridad suprema en todos los asuntos de fe y práctica.
2. Un Dios, que coexiste en tres personas: Padre, Hijo y Espíritu Santo.
3. Nuestro Señor Jesucristo, Dios manifestado en la carne, Su nacimiento virginal, Su vida sin pecado, Sus milagros divinos, Su muerte sustitutiva y vicaria, resurrección corporal, Su ascensión, Su obra mediadora, y su retorno personal en poder y gloria.
4. Que la humanidad ha estado envuelta en el pecado original de Adán y separada de Dios hay posibilidad de salvación por sus propios méritos.
5. La salvación del hombre perdido y pecador por la vida, obra, muerte y resurrección de nuestro Señor Jesucristo por la fe y no por las obras, y la regeneración por el Espíritu Santo.
6. El Espíritu Santo por cuya morada el creyente es capacitado para vivir una vida santa, para testificar y trabajar para el Señor Jesucristo.
7. Unidad en el Espíritu de todos los que han sido salvados:. De Iglesia, el cuerpo de Cristo
8. La resurrección de los salvos a la vida eterna y de los perdidos a la condenación.
la Fraternidad Latinoamericana de Iglesias Reformadas es un organismo que se identifica con el cristianismo histórico expresado en confesiones escritas en la Reforma protestante, tales como:
- Símbolos de Westminster
  - Confesión de fe de Westminster
  - Catecismo Mayor de Westminster
  - Catecismo Menor de Westminster
- Catecismo de Heidelberg
- Confesión belga
- Cánones de Dort
- Segunda Confesión Helvética
- Treinta y Nueve Artículos de Religión
- Confesión de Londres
- Confesión de Fe Escocesa[14]

## Miembros

### Denominaciones
- Iglesia Presbiteriana de Brasil[15]
- Iglesia Nacional Presbiteriana de México[16]
- Iglesia Evangélica Reformada de Colombia
- Iglesia Reformada de Nicaragua
- Iglesia Presbiteriana y Reformada de Costa Rica
- Iglesia Evangélica Presbiteriana y Reformada en Perú
- Iglesia Nacional Presbiteriana de Chile

### Iglesias locales
- Iglesia Presbiteriana Reformada del Caribe (Iglesia presbiteriana ortodoxa)
- Primera Iglesia Bautista de Balboa, Panamá
- Iglesia Evangélica Presbiteriana de La Paz, Bolivia
- Iglesia Presbiteriana de Bolivia
- Iglesia Presbiteriana Horeb, Cochabamba, Bolivia[17][18]
- Iglesia Reformada en Comayagua, Honduras
- Iglesia Jesús Decisión, Cali, Colombia

- Datos: Q20047777

1. 1 2  «"Rev. Bill y Aletha Green, Costa Rica"». Archivado desde el original el 13 de junio de 2015. Consultado el 12 de junio de 2015.
2. ↑  «"El Significado de CLIR:Confraternidade Latinoamerciana de Iglesias Reformadas"». Consultado el 12 de junio de 2015.
3. ↑  «"TruthXchange:Confraternidade Latinoamerciana de Iglesias Reformadas"». Archivado desde el original el 22 de octubre de 2014. Consultado el 12 de junio de 2015.
4. ↑  «"Word Reformed Fellowship:Facilitating Reformed Partnerships Worldw"». Archivado desde el original el 14 de junio de 2015. Consultado el 12 de junio de 2015.
5. ↑  «"Ciencia y tecnología cristiana"». Archivado desde el original el 15 de junio de 2015. Consultado el 12 de junio de 2015.
6. ↑  «"Nicholas Lamme"». Consultado el 12 de junio de 2015.
7. 1 2 3  «"Misiones reformadas en América Latina"». Consultado el 12 de junio de 2015.
8. ↑  «"La Misión de la Iglesia: Una Perspectiva Latinoamericana"». Consultado el 12 de junio de 2015.
9. ↑  «"Libro: La Predestinación y la Providencia de Dios de Juan Calvino"». Consultado el 12 de junio de 2015.
10. ↑  «"Bible Study of the Confraternidad Latinoamericana de Iglesias Reformadas"». Consultado el 12 de junio de 2015.
11. ↑  -reformadas «"Editorial fraternidad latinoamericana de iglesias reformas"». Consultado el 12 de junio de 2015.
12. ↑  «"Biblioteca Seminario Evangélico de Lima"». Archivado desde el original el 16 de junio de 2015. Consultado el 12 de junio de 2015.
13. ↑  «"Presbiteriano Reformado"». Archivado desde el original el 13 de julio de 2015. Consultado el 12 de junio de 2015.
14. 1 2  «Doctrina de la Confraternidad Latinoamericana de Iglesias Reformadas». Archivado desde el original el 30 de abril de 2015. Consultado el 12 de junio de 2015.
15. ↑  «"Consejo Supremo de la Iglesia Presbiteriana de Brasil en 2010"». Consultado el 12 de junio de 2015.
16. ↑  «Miembros de la Fraternidad Latinoamericana de Iglesias Reformadas». Consultado el 20 de agosto de 2022.
17. ↑  «Miembros de la Fraternidad Latinoamericana de Iglesias Reformadas». Consultado el 10 de febrero de 2024.
18. ↑  «"Iglesia Presbiteriana Horeb, Cochabamba, Bolivia"». Consultado el 2 de enero de 2024.